# 镜与光
《镜与光》（英語：The Mirror & The Light）是英国作家希拉里·曼特尔的一部历史小说，与此前出版的《狼厅》（2009年）和《血季》（2012年），一同构成她的亨利八世宠臣托马斯·克伦威尔兴衰三部曲。
《镜与光》是曼特尔的第十二部小说，用了近八年时间，于2020年3月出版，受到广泛好评，销量火爆。

## 情节
《镜与光》一书涵盖克伦威尔生命的最后四年，从1536年安妮·博林之死，到1540年他被处决。它记录了克伦威尔的财富和权力的巅峰，随后他失去王室的青睐，最终在1540年在塔丘被公开处死。

## 出版
曼特尔原本希望在2018年出版这本书，但是《卫报》在2017年7月报道，三部曲的最后一部小说可能要到2019年才能面世 。曼特尔随后证实了延迟。2019年5月，她的出版商哈珀柯林斯宣布要到2020年3月才能出版。 原因是曼特尔忙于将先前的作品改编为舞台剧和影视，以及克伦威尔的行刑场景太难写。 
2020年3月5日，该书在英国出版时，书店在午夜开门销售。英国最初的销量十分火爆，前三天销量超过95，000册。 五天后，2020年3月10日，亨利·霍尔特公司出版美国版。

## 评价
《镜与光》得到大部分评论家的好评。《纽约时报》称其为“曼特尔三部曲的胜利顶石”，《金融时报》称其为“雄伟壮观，常常令人叹为观止的诗意”，《华盛顿邮报》称其为“高超的结局”。 而《卫报》称赞它是一部"杰作"，并称曼特尔的克伦威尔三部曲为"本世纪最伟大的英国小说"。《洛杉矶时报》称曼特尔“在现代小说家中独树一帜，她有能力使过去与现在一样具有吸引力” 《今日美国》说，“每一页都有丰富的洞察力” 。但是，《纽约客》批评这本长篇小说（美国版754页），称其为“一部臃肿的照片，只是偶尔比较诱人”。